# Kościół św. Antoniego z Padwy w Szczecinie
Kościół Świętego Antoniego z Padwy w Szczecinie – jeden z zabytkowych kościół w Szczecinie, na osiedlu Warszewo. Należy do dekanatu Szczecin-Żelechowo archidiecezji szczecińsko-kamieńskiej.

## Architektura i wyposażenie
Obecna budowla została wzniesiona w 1874 roku na miejscu starszej, drewnianej. Kościół reprezentuje styl neogotycki, jest to jednoprzestrzenna świątynia składająca się z małego, pięciobocznego prezbiterium i wieży zbudowanej na planie kwadratu znajdującej się przy fasadzie zachodniej. We wnętrzu znajduje się strop belkowy, prezbiterium nakrywa sklepienie konchowe. Z dawnego wyposażenia świątyni zachowała się jedynie empora organowa z końca XIX stulecia. Kościół został poświęcony w dniu 14 października 1945 roku. Na wschodniej ścianie budowli jest umieszczona tablica pamiątkowa poświęcona długoletniemu administratorowi parafii, księdzu Apolinaremu Szajerowi.